# ليتيسيا بيركوير
ليتيسيا بيركوير (بالبرتغالية: Letícia Birkheuer‏) (من مواليد 25 أبريل 1978) عارضة أزياء وممثلة برازيلية.

## نشأتها
ولدت ليتيسيا في 25 أبريل 1978 لوالدين من أصل ألماني ونمساوي، تم اكتشاف ليتيسيا أثناء لعب الكرة الطائرة في مدينة بورتو أليجري. عاشت في نيويورك، في الولايات المتحدة، وفي بروسك، كارولاينا الجنوبية.

## روابط خارجية
- ليتيسيا بيركوير على موقع IMDb (الإنجليزية)
- ليتيسيا بيركوير على موقع قاعدة بيانات الفيلم (الإنجليزية)
- ليتيسيا بيركوير على موقع دليل عارضات الأزياء (الإنجليزية)
- ليتيسيا بيركوير في قاعدة بيانات الأفلام على الإنترنت